# Satícula
Satícula (llatí: Saticula grec antic: Σατίκολα) va ser una ciutat del Samni prop de la frontera amb la Campània.
És esmentada per primera vegada durant la primera guerra samnita, l'any 343 aC quan el cònsol romà Aulus Corneli Cos Arvina hi va establir el seu campament per vigilar els moviments dels samnites a la zona, des d'on va avançar cap a territori samnita i va ser sorprès en un congost on va estar a punt de perdre tot el seu exèrcit, però es va salvar gràcies al coratge i l'habilitat de Publi Deci Mus. El 316 aC a la segona guerra samnita, el dictador Luci Emili Mamercí Privernat la va assetjar, setge que va durar un any, i finalment la va conquerir Quint Fabi Màxim Rul·lià l'any 315 aC, rebutjant després un intent samnita de recuperar-la. El 313 aC s'hi va establir una colònia romana de dret llatí.
L'any 216 aC es va revoltar una ciutat anomenada Austicula a favor d'Hanníbal però Quint Fabi Màxim Berrugós la va recuperar el 215 aC; com que Austicula és desconeguda alguns suposen que podria ser Saticula, però no se sap amb seguretat. En el mateix període s'esmenta un «ager Saticulanus» juntament amb Trebula, però desapareix al final de la guerra.
El lloc exacte és desconegut i pels textos de Titus Livi es pensa que podria ser proper a Plístia, i probablement prop de la moderna Prestia.